# Dreiband-Weltmeisterschaft für Nationalmannschaften 2012

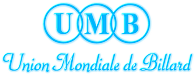
Logo UMB (ausrichtender Verband)

Veranstaltungsort: Viersen

Die Dreiband-Weltmeisterschaft für Nationalmannschaften 2012 war die 26. Auflage dieses Turniers, das seit 1981 in der Regel jährlich in der Billardvariante Dreiband ausgetragen wird. Sie fand, vom 1. bis zum 4. März 2012, in Viersen statt, das seit 1990 fester Austragungsort der WM ist.

## Spielmodus
Wird das Turnier mit 18 Teams gespielt und es melden sich weniger Teams an, sind B-Teams zugelassen. Sie werden wie folgt vergeben:
1. Titelträger (hier:  Türkei)
2. Organisierende Nation (hier: –)
3. Nächstfolgende Nation nach Weltrangliste (hier: –)

In Viersen wurde auf vier Match-Billards gespielt. Jedes Team bestand aus zwei Spielern. Es wurde im Satzsystem auf Punkte gespielt – in der Vorrunde (Gruppenphase) „Best of 3“ in Gruppen à drei Teams, ab dem Viertelfinals „Best of 5“. Seit 2004 wird kein Platz 3 mehr ausgespielt. Die Shot-clock stand auf 40 Sekunden, mit der Möglichkeit für jeden Spieler ein Time-out je Spiel von ebenfalls 40 Sekunden zu nehmen.
Bei Punktegleichstand wird wie folgt gewertet:
1. Matchpunkte (MP)
2. Satzverhältnis (SV)
3. Mannschafts-Generaldurchschnitt (MGD)

## Teilnehmer
Es spielten 18 Teams aus 17 Nationen mit. Diese waren in sechs Gruppen (A–F) zu je drei Spielern eingeteilt.
| Nation      | Gruppe | Spieler 1      | Spieler 2         |
| ----------- | ------ | -------------- | ----------------- |
| Ägypten     | F      | Sameh Sidhom   | Riad Nady         |
| Belgien     | C      | Eddy Merckx    | Frédéric Caudron  |
| Dänemark    | E      | Tonny Carlsen  | Thomas Andersen   |
| Deutschland | D      | Martin Horn    | Stefan Galla      |
| Frankreich  | D      | Jérémy Bury    | Jérôme Barbeillon |
| Italien     | C      | Emilio Sciacca | Fabrizio Cortese  |
| Japan       | B      | O Takeshima    | Ryūji Umeda       |
| Südkorea    | F      | Choi Sung-won  | Cho Jae-ho        |
| Luxemburg   | E      | Ramon Hamm     | Brice Brière      |

| Nation      | Gruppe | Spieler 1          | Spieler 2           |
| ----------- | ------ | ------------------ | ------------------- |
| Niederlande | B      | Dick Jaspers       | Jean van Erp        |
| Österreich  | A      | Andreas Efler      | Herbert Szivacz     |
| Portugal    | A      | Rui-Manuel Costa   | João-Pedro Ferreira |
| Schweden    | A      | Torbjörn Blomdahl  | Michael Nilsson     |
| Schweiz     | B      | Torsten Danielsson | René Hendriksen     |
| Spanien     | E      | Daniel Sánchez     | Javier Palazón      |
| Türkei 1    | F      | Tayfun Taşdemir    | Lütfi Çenet         |
| Türkei 2    | D      | Adnan Yüksel       | Murat Naci Çoklu    |
| Vietnam     | C      | Dương Anh Vũ       | Ma Xuan Cuong       |

## Gruppenphase

### Gruppe A
| Platz | Nation     | Sp. | G-U-V | MP  | SV  | MGD   | BEMD  |
| ----- | ---------- | --- | ----- | --- | --- | ----- | ----- |
| 1     | Österreich | 2   | 1-1-0 | 3:1 | 6:5 | 1,056 | 1,064 |
| 2     | Schweden   | 2   | 0-2-0 | 2:2 | 5:4 | 1,333 | 1,515 |
| 3     | Portugal   | 2   | 0-1-1 | 1:3 | 4:6 | 0,936 | 1,060 |

| Datum               | Nation 1   | MGD   | MP  | SV  | MGD   | Nation 2   |
| ------------------- | ---------- | ----- | --- | --- | ----- | ---------- |
| 1. März 2012 12:00h | Österreich | 1,064 | 2:0 | 4:2 | 0,883 | Portugal   |
| 1. März 2012 18:00h | Schweden   | 1,200 | 1:1 | 3:2 | 1,044 | Österreich |
| 2. März 2014 14:00h | Portugal   | 1,060 | 1:1 | 2:2 | 1,515 | Schweden   |

### Gruppe B
| Platz | Nation      | Sp. | G-U-V | MP  | SV  | MGD   | BEMD  |
| ----- | ----------- | --- | ----- | --- | --- | ----- | ----- |
| 1     | Japan       | 2   | 1-1-0 | 3:1 | 7:3 | 1,081 | 1,833 |
| 2     | Niederlande | 2   | 1-0-1 | 2:2 | 5:4 | 1,803 | 1,875 |
| 3     | Schweiz     | 2   | 0-1-1 | 1:3 | 2:7 | 0,669 | 0,623 |

| Datum               | Nation 1    | MGD   | MP  | SV  | MGD   | Nation 2    |
| ------------------- | ----------- | ----- | --- | --- | ----- | ----------- |
| 1. März 2012 12:00h | Japan       | 0,767 | 1:1 | 3:2 | 0,623 | Schweiz     |
| 1. März 2012 18:00h | Niederlande | 1,735 | 0:2 | 1:4 | 1,833 | Japan       |
| 2. März 2014 14:00h | Schweiz     | 0,800 | 0:2 | 0:4 | 1,875 | Niederlande |

### Gruppe C
| Platz | Nation  | Sp. | G-U-V | MP  | SV  | MGD   | BEMD  |
| ----- | ------- | --- | ----- | --- | --- | ----- | ----- |
| 1     | Belgien | 2   | 2-0-0 | 4:0 | 8:2 | 1,907 | 1,972 |
| 2     | Vietnam | 2   | 0-1-1 | 1:3 | 3:6 | 0,922 | 0,852 |
| 3     | Italien | 2   | 0-1-1 | 1:3 | 3:6 | 0,896 | 0,705 |

| Datum               | Nation 1 | MGD   | MP  | SV  | MGD   | Nation 2 |
| ------------------- | -------- | ----- | --- | --- | ----- | -------- |
| 1. März 2012 14:00h | Vietnam  | 0,852 | 1:1 | 2:2 | 0,676 | Italien  |
| 1. März 2012 20:00h | Belgien  | 1,972 | 2:0 | 4:1 | 1,057 | Vietnam  |
| 2. März 2014 16:00h | Italien  | 1,236 | 0:2 | 1:4 | 1,846 | Belgien  |

### Gruppe D
| Platz | Nation      | Sp. | G-U-V | MP  | SV  | MGD   | BEMD  |
| ----- | ----------- | --- | ----- | --- | --- | ----- | ----- |
| 1     | Deutschland | 2   | 1-1-0 | 3:1 | 6:3 | 1,481 | 1,571 |
| 2     | Türkei B    | 2   | 0-2-0 | 2:2 | 4:5 | 1,554 | 1,657 |
| 3     | Frankreich  | 2   | 0-1-1 | 1:3 | 4:6 | 1,289 | 1,638 |

| Datum               | Nation 1    | MGD   | MP  | SV  | MGD   | Nation 2    |
| ------------------- | ----------- | ----- | --- | --- | ----- | ----------- |
| 1. März 2012 14:00h | Frankreich  | 1,638 | 1:1 | 3:2 | 1,657 | Türkei B    |
| 1. März 2012 20:00h | Deutschland | 1,571 | 2:0 | 4:1 | 0,975 | Frankreich  |
| 2. März 2014 16:00h | Türkei B    | 1,461 | 1:1 | 2:2 | 1,384 | Deutschland |

### Gruppe E
| Platz | Nation    | Sp. | G-U-V | MP  | SV  | MGD   | BEMD  |
| ----- | --------- | --- | ----- | --- | --- | ----- | ----- |
| 1     | Dänemark  | 2   | 1-1-0 | 3:1 | 7:2 | 1,454 | 1,463 |
| 2     | Spanien   | 2   | 1-1-0 | 3:1 | 6:3 | 1,680 | 1,833 |
| 3     | Luxemburg | 2   | 0-0-2 | 0:4 | 0:8 | 0,500 | -     |

| Datum               | Nation 1  | MGD   | MP  | SV  | MGD   | Nation 2  |
| ------------------- | --------- | ----- | --- | --- | ----- | --------- |
| 1. März 2012 16:00h | Dänemark  | 1,463 | 2:0 | 4:0 | 0,435 | Luxemburg |
| 2. März 2012 11:00h | Spanien   | 1,833 | 1:1 | 2:3 | 1,444 | Dänemark  |
| 2. März 2014 18:00h | Luxemburg | 0,567 | 0:2 | 0:4 | 1,538 | Spanien   |

### Gruppe F
| Platz | Nation   | Sp. | G-U-V | MP  | SV  | MGD   | BEMD  |
| ----- | -------- | --- | ----- | --- | --- | ----- | ----- |
| 1     | Südkorea | 2   | 2-0-0 | 4:0 | 8:2 | 1,536 | 1,756 |
| 2     | Türkei A | 2   | 0-1-1 | 1:3 | 2:6 | 1,244 | 1,300 |
| 3     | Ägypten  | 2   | 0-1-1 | 1:3 | 2:6 | 0,990 | 1,060 |

| Datum               | Nation 1 | MGD   | MP  | SV  | MGD   | Nation 2 |
| ------------------- | -------- | ----- | --- | --- | ----- | -------- |
| 1. März 2012 16:00h | Südkorea | 1,370 | 2:0 | 4:1 | 0,924 | Ägypten  |
| 2. März 2012 11:00h | Türkei A | 1,175 | 0:2 | 1:4 | 1,756 | Südkorea |
| 2. März 2014 18:00h | Ägypten  | 1,060 | 1:1 | 2:3 | 1,300 | Türkei A |

## Zwischenrunde
Die sechs Zweitplatzierten spielten um den Einzug in die Endrunde. Die beiden Erstplatzierten zogen weiter.

### Gruppe G
| Platz | Nation   | Sp. | G-U-V | MP  | SV  | MGD   | BEMD  |
| ----- | -------- | --- | ----- | --- | --- | ----- | ----- |
| 1     | Spanien  | 2   | 1-1-0 | 3:1 | 6:3 | 1,846 | 2,142 |
| 2     | Türkei A | 2   | 0-2-0 | 2:2 | 5:4 | 1,557 | 1,648 |
| 3     | Türkei B | 2   | 0-1-1 | 1:3 | 2:6 | 1,338 | 1,424 |

| Datum               | Nation 1 | MGD   | MP  | SV  | MGD   | Nation 2 |
| ------------------- | -------- | ----- | --- | --- | ----- | -------- |
| 2. März 2012 20:00h | Türkei B | 1,424 | 1:1 | 2:2 | 1,454 | Türkei A |
| 3. März 2012 11:00h | Spanien  | 2,142 | 2:0 | 4:0 | 1,230 | Türkei B |
| 3. März 2014 13:30h | Spanien  | 1,621 | 1:1 | 2:3 | 1,648 | Türkei A |

### Gruppe H
| Platz | Nation      | Sp. | G-U-V | MP  | SV  | MGD   | BEMD  |
| ----- | ----------- | --- | ----- | --- | --- | ----- | ----- |
| 1     | Vietnam     | 2   | 0-2-0 | 2:2 | 6:5 | 1,288 | 1,500 |
| 2     | Schweden    | 2   | 0-2-0 | 2:2 | 5:5 | 1,500 | 1,595 |
| 3     | Niederlande | 2   | 0-2-0 | 2:2 | 4:5 | 1,526 | 1,545 |

| Datum               | Nation 1    | MGD   | MP  | SV  | MGD   | Nation 2 |
| ------------------- | ----------- | ----- | --- | --- | ----- | -------- |
| 2. März 2012 20:00h | Schweden    | 1,595 | 1:1 | 3:3 | 1,086 | Vietnam  |
| 3. März 2012 11:00h | Niederlande | 1,511 | 1:1 | 2:3 | 1,500 | Vietnam  |
| 3. März 2014 13:30h | Niederlande | 1,545 | 1:1 | 2:2 | 1,363 | Schweden |

## Finalrunde
|  | Viertelfinale (3. März 2012) Best of 5 | Viertelfinale (3. März 2012) Best of 5 |               |               | Halbfinale (4. März 2012) Best of 5 | Halbfinale (4. März 2012) Best of 5 |  |  | Finale (4. März 2011) Best of 5 | Finale (4. März 2011) Best of 5 |
|  |                                        |                                        |               |               |                                     |                                     |  |  |                                 |                                 |
|  | Österreich                             | 1:1/3:3/1,250                          |               |               |                                     |                                     |  |  |                                 |                                 |
|  | Deutschland                            | 1:1/3:3/1,433                          |               |               |                                     |                                     |  |  |                                 |                                 |
|  | Deutschland                            | 1:1/3:3/1,433                          | Deutschland   | 2:0/6:1/1,705 |                                     |                                     |  |  |                                 |                                 |
|  |                                        |                                        | Deutschland   | 2:0/6:1/1,705 |                                     |                                     |  |  |                                 |                                 |
|  |                                        | Dänemark                               | 0:2/1:6/1,346 |               |                                     |                                     |  |  |                                 |                                 |
|  | Dänemark                               | Dänemark                               | 0:2/1:6/1,346 | 1:1/4:2/1,043 |                                     |                                     |  |  |                                 |                                 |
|  | Dänemark                               |                                        |               | 1:1/4:2/1,043 |                                     |                                     |  |  |                                 |                                 |
|  | Vietnam                                | 1:1/2:4/0,941                          |               |               |                                     |                                     |  |  |                                 |                                 |
|  |                                        |                                        | Deutschland   | 0:2/2:5/1,404 |                                     |                                     |  |  |                                 |                                 |
|  |                                        | Belgien                                | 2:0/5:2/1,938 |               |                                     |                                     |  |  |                                 |                                 |
|  | Belgien                                | 2:0/6:3/2,056                          |               |               |                                     |                                     |  |  |                                 |                                 |
|  | Japan                                  | 0:2/3:6/1,470                          |               |               |                                     |                                     |  |  |                                 |                                 |
|  | Japan                                  | 0:2/3:6/1,470                          | Belgien       | 1:1/4:3/1,636 |                                     |                                     |  |  |                                 |                                 |
|  |                                        |                                        | Belgien       | 1:1/4:3/1,636 |                                     |                                     |  |  |                                 |                                 |
|  |                                        | Spanien                                | 1:1/3:4/1,272 |               |                                     |                                     |  |  |                                 |                                 |
|  | Spanien                                | Spanien                                | 1:1/3:4/1,272 | 2:0/6:2/1,703 |                                     |                                     |  |  |                                 |                                 |
|  | Spanien                                |                                        |               | 2:0/6:2/1,703 |                                     |                                     |  |  |                                 |                                 |
|  | Südkorea                               | 0:2/2:6/1,290                          |               |               |                                     |                                     |  |  |                                 |                                 |

## Abschlusstabelle
| MP    | Match Punkte (Sieger = 2; Unentschieden = 1; Verlierer = 0) |
| SV    | Satzverhältnis (nur bei Turnieren im Satzsystem)            |
| Pkte. | Erzielte Karambolagen                                       |
| Aufn. | benötigte Aufnahmen                                         |
| GD    | Generaldurchschnitt                                         |
| MGD   | Mannschafts-Generaldurchschnitt                             |
| BED   | Bester Einzeldurchschnitt eines Spielers                    |
| BEMD  | Bester Einzeldurchschnitt einer Mannschaft                  |
| BSD   | Bester Satzdurchschnitt eines Spielers                      |
| HS    | Höchstserie                                                 |
| WRP   | Weltranglistenpunkte                                        |

| Endklassement   | Endklassement | Endklassement | Endklassement | Endklassement | Endklassement | Endklassement | Endklassement | Endklassement | Endklassement | Endklassement | Endklassement | Endklassement |
| Phase           | Platz         | Nation        | Sp            | G-U-V         | MP            | PP            | SV            | Pkt.          | Aufn.         | MGD           | BEMD          | HS            |
| --------------- | ------------- | ------------- | ------------- | ------------- | ------------- | ------------- | ------------- | ------------- | ------------- | ------------- | ------------- | ------------- |
| Finale          | 1             | Belgien       | 5             | 5-0-0         | 10:0          | 9:1           | 23:10         | 439           | 233           | 1,884         | 2,056         | 11            |
| Finale          | 2             | Deutschland   | 5             | 3-1-1         | 7:3           | 6:4           | 17:2          | 349           | 232           | 1,504         | 1,705         | 13            |
| Halb- finale    | 3             | Spanien       | 6             | 3-2-1         | 8:4           | 9:3           | 21:12         | 425           | 259           | 1,640         | 2,142         | 13            |
| Halb- finale    | 3             | Dänemark      | 4             | 2-1-1         | 5:3           | 4:4           | 12:10         | 250           | 195           | 1,282         | 1,463         | 11            |
| Viertel- finale | 5             | Österreich    | 3             | 1-1-1         | 3:3           | 4:2           | 9:8           | 195           | 175           | 1,114         | 1,250         | 7             |
| Viertel- finale | 6             | Vietnam       | 5             | 0-3-2         | 3:7           | 4:6           | 11:15         | 275           | 261           | 1,053         | 1,500         | 8             |
| Viertel- finale | 7             | Japan         | 3             | 1-1-1         | 3:3           | 3:3           | 10:9          | 207           | 173           | 1,196         | 1,833         | 7             |
| Viertel- finale | 8             | Südkorea      | 3             | 2-0-1         | 4:2           | 4:2           | 10:8          | 226           | 157           | 1,439         | 1,756         | 8             |
| Gruppen- phase  | 9             | Türkei A      | 4             | 0-3-1         | 3:5           | 3:5           | 9:10          | 221           | 160           | 1,381         | 1,648         | 9             |
| Gruppen- phase  | 10            | Schweden      | 4             | 0-4-0         | 4:4           | 4:4           | 10:9          | 224           | 158           | 1,417         | 1,595         | 11            |
| Gruppen- phase  | 11            | Niederlande   | 4             | 1-2-1         | 4:4           | 4:4           | 9:9           | 235           | 142           | 1,654         | 1,875         | 13            |
| Gruppen- phase  | 12            | Türkei B      | 4             | 0-3-1         | 3:5           | 3:5           | 6:1           | 194           | 133           | 1,458         | 1,657         | 9             |
| Gruppen- phase  | 13            | Frankreich    | 2             | 0-1-1         | 1:3           | 1:3           | 4:6           | 98            | 76            | 1,289         | 1,638         | 10            |
| Gruppen- phase  | 14            | Portugal      | 2             | 0-1-1         | 1:3           | 1:3           | 4:6           | 103           | 110           | 0,936         | 1,060         | 8             |
| Gruppen- phase  | 15            | Italien       | 2             | 0-1-1         | 1:3           | 1:3           | 3:6           | 95            | 109           | 0,896         | 0,705         | 5             |
| Gruppen- phase  | 16            | Ägypten       | 2             | 0-1-1         | 1:3           | 1:3           | 3:7           | 102           | 103           | 0,990         | 1,060         | 8             |
| Gruppen- phase  | 17            | Schweiz       | 2             | 0-1-1         | 1:3           | 1:3           | 2:7           | 77            | 115           | 0,669         | 0,623         | 6             |
| Gruppen- phase  | 18            | Luxemburg     | 2             | 0-0-2         | 0:4           | 0:4           | 0:8           | 38            | 76            | 0,500         | –             | 4             |